# Donna di Ostuni
La donna di Ostuni è uno scheletro umano femminile scoperto nel 1991 nella Grotta di Santa Maria di Agnano all'interno del Parco archeologico e naturalistico di Santa Maria di Agnano, a pochi chilometri da Ostuni, identificato con il codice Ostuni 1. Lo scheletro di epoca gravettiana, risalente a circa 28.000 anni dal presente, è quello di ventenne gravida, rinvenuto con la mano destra appoggiata sul ventre, quasi a protezione del feto. Il reperto è conservato presso il Museo di civiltà preclassiche della Murgia meridionale. 
Allo scheletro è stato assegnato popolarmente il nome di Delia.

## Il ritrovamento
Lo scheletro è stato scoperto nell'ottobre del 1991 dal paletnologo Donato Coppola nella grotta di Santa Maria d'Agnano, a pochi chilometri dal centro di Ostuni. La donna, nello stato terminale della gravidanza, era stata adagiata con cura all'interno della voragine che si apre sulle pendici della collina che domina Ostuni. La grotta, successivamente ribattezzata "della maternità", presenta tracce di utilizzi stratificati e di culti che dal paleolitico superiore si sono protratti fino al XVII secolo. La donna era stata adagiata in posizione fetale sul fianco sinistro; il braccio di questo lato era ripiegato sotto la testa e il destro appoggiato sul ventre, quasi a protezione del suo bambino mai nato.
La composizione della salma denota una pietas non usuale, probabilmente diffusa tra le popolazioni Cro-Magnon della zona. L'analisi al radiocarbonio, realizzata nel 1992 dal "Centre des faibles radioactivités" di Gif-sur-Yvette in Francia, aveva inizialmente determinato che lo scheletro risaliva a circa 24.410 anni. Studi successivi hanno appurato che la donna di Ostuni visse in un periodo compreso tra 27.810 e 27.430 anni fa.
Nei pressi della sepoltura di Ostuni 1, è stata rinvenuta un'altra tomba, contenente uno scheletro mal conservato e di sesso non identificabile. A questi resti è stato assegnato il codice di Ostuni 2.

## Descrizione

### La donna
La morfologia dello scheletro femminile lascia intendere che la donna avesse circa vent'anni, fosse alta circa un metro e settanta centimetri e muscolosa. Le cause del decesso sono ignote, ma si ipotizza che Delia, incinta di otto mesi, sia morta per una complicanza severa della gravidanza, l'eclampsia. Nei due mesi e mezzo precedenti la morte la donna aveva avuto gravi problemi di salute ma l'ipotesi che fosse malnutrita non sembra probabile, considerando che la zona di ritrovamento, all'epoca, era ricca di prodotti della terra e di animali.
Il corpo è stato composto con grande cura, adornato di gioielli; nei pressi sono stati ritrovati i resti di animali usualmente cacciati e strumenti di uso quotidiano in pietra. Vicino al polso destro sono state trovate alcune conchiglie forate quali ciprea, cyclope, trivia e columbella, proabilmente ciò che rimane di un braccialetto.  Altri denti, questa volta di cavalli e bovini sono stati ritrovati nei pressi del corpo.
La testa era adornata con una cuffia tinta di ocra rossa e composta da conchiglie, probabilmente del genere columbella rustica e denti di cervo. La cuffia è simile a quelle coeve ritrovate associate alla Donna di Paglicci ritrovata in Puglia, alla Donna di Caviglione e al cosiddetto Principe di Arene Candide ritrovati in Liguria (rispettivamente nella Caverna delle Arene Candide e ai Balzi Rossi), come anche alcune statuine (ad. esempio la cosidetta Signora di Brassempouy), ha fatto ipotizzare che queste cuffie non fossero utlizzati unicamente come oggetti funebri, ma come veri e propri copricapi utilizzati in vita.
Appena rinvenuto lo scheletro sarebbe stato battezzato "Delia" dal suo scopritore, Donato Coppola, come omaggio alla donna che sarebbe diventata sua moglie, anche se egli ha affermato che la sepoltura sia sempre stata da lui chiamata solamente Ostuni 1 e che qualsiasi altro nome sia un'invenzione giornalistica.
Studi genetici sul DNA antico della donna, hanno determinato che questa apparteneva all'aplogruppo M (mtDNA), all'epoca presente in Europa, almeno fino all'ultimo massimo glaciale, ma oggi scomparso dal continente, e predominante nell'Eurasia orientale e nelle Americhe.

### Il bambino
L'analisi dello scheletro del piccolo, identificato con il codice Ostuni 1b, si è rivelata un'eccezionale opportunità per studiare lo sviluppo prenatale nel paleolitico, considerando che il ritrovamento di un feto di tale periodo preistorico, così ben conservato, è un evento molto raro.
Gli esami compiuti sugli anelli di accrescimento di alcuni denti del feto con l'ausilio del sincrotrone di Trieste, hanno permesso di determinare con quasi assoluta certezza il periodo di gestazione compreso tra le 31 e le 33 settimane. Gli anelli di accrescimento, in numero totale di 108, hanno evidenziato una sofferenza fetale e tre episodi di stress distribuiti negli ultimi due mesi e mezzo di gestazione, la cui causa, tuttora ignota, è stata con buona probabilità, il motivo della morte della donna e di suo figlio.
La conformazione ossea di Ostuni 1b a 33 settimane di gestazione lascia intendere che nel paleolitico lo sviluppo fetale fosse più veloce di quello moderno, anche se non è escluso che i tre episodi di stress registrati abbiano accelerato lo sviluppo del bambino oppure abbiano ritardato la formazione degli anelli di accrescimento dei denti; in quest'ultimo caso il periodo di gestazione calcolato in 33 settimane potrebbe essere stato sottostimato.